# SUD Rail
SUD Rail은 1995년 창설한 프랑스의 연대 단결 민주(Solidaires Unitaires Démocratiques) 노동조합의 산하 조합이다. 이 조합은 철도 노조 사업과 연관되어 프랑스 국유철도에 고용된 다양한 철도 종사자(기관사, 운영 직원, 스워처 등)가 가입되어 있다.

## 추가 자료
- 크리스티앙 마히에욱스 (Christian Mahieux)
- 프랑스 국유철도
- 프랑스 노동자 조합원 연합 (Union syndicale Solidaires)
- SUD 산하 조직 목록

## 서지
- (프랑스어) Dominique Andolfatto, Dominique Labbé, Les syndiqués en France, Liaisons Sociales, 2007 ISBN 9782878807387.